# スタンリー・ジョーダン
スタンリー・ジョーダン（Stanley Jordan、1959年7月31日 - ）は、アメリカのジャズ・ギタリストで、ギターの指板上で両手の指をタッピングさせる奏法を特徴とする。

## 略歴
ジョーダンは、イリノイ州シカゴ生まれ。6歳の時にピアノを始め、11歳からギターに転向した。その後、ロックおよびソウル・バンドでの演奏を開始した。1976年、Reno Jazz Festival で賞を受賞。プリンストン大学に進学し、音楽理論と作曲をミルトン・バビットに、コンピュータミュージックをポール・ランスキーに学んだ。プリンストン大学在学中は、ベニー・カーター、ディジー・ガレスピー と演奏した。
1985年、ブルース・ランドヴァルがブルーノート・レコードの社長に就任し、スタンリー・ジョーダンが就任後最初の契約者となった。ブルーノートは彼のアルバムである『マジック・タッチ』をリリースし、同アルバムは『ビルボード』誌のジャズ・チャートで51週間1位を保持した。

### タッチ・テクニック
通常、ギタリストは両手を使用する際に、片方の手は音程を決定するためにフレット上で弦を押さえ、もう一方の手は弦を弾いて音を出す。スタンリー・ジョーダンのタッチ・テクニック(彼は「タッチ・スタイル」と呼称する)は、両手によるタッピング奏法の進化形である。通常のギタリストは、フレット上で一本の指だけを素早く弦に対してタッピング(またはハンマリング)して音を出す。タッピングの衝撃により、十分な音が出るように弦を振動させ、音量は衝撃の力を加減することで調整できる。ジョーダンは、両手でタップすることにより、通常のタッピングよりも滑らかに演奏することができる。彼のテクニックにより、メロディとコードを同時に演奏することができるようになる。またそれにより、彼が実演したように、2本のギターを、たとえばギターとピアノのように別々に演奏することができるようになる。
ちなみに、このタッチ・スタイル自体はギターメーカーのグレッチ社の開発スタッフであり、ジャズ・ギタリストであったジミー・ウェブスターが、1950年代に教則本を出版し、その奏法を使ったレコードを発売しており、演奏法としては既に存在していたが当時は受け入れられず、奏法として広く知らしめたのはスタンリー・ジョーダンである。詳細はタッピング奏法の項目を参照。
彼は、低音弦から高音弦に向け EADGBE とする通常のチューニングよりも、EADGCF (ベースのようにすべてが完全四度)となる全四度チューニングを使う。彼は、全四度チューニングが「指板を簡単かつ論理的に」すると述べている。
ジョーダンが主に使うギターは、1988年製の Vigier Guitars で、指板を平らにして非常に少ない(0.5/0.7mm)動作でのタッピングを可能にした Arpege モデルである。この他にもネックにアルミニウムを芯材に用いたトラヴィス・ビーンのギターや、CASIOが特別に製作したギターシンセサイザーを用いている。一本のギターを演奏するのみならず、立奏用スタンドにセットしたギターシンセサイザーを右手で演奏し、左手で肩からストラップで提げたギターを演奏するといったことも行う。この場合は右手でメロディ、左手でコードバッキングを演奏するスタイルとなる。

### レコーディング
ジョーダンは、クインシー・ジョーンズ、オナージェ・アラン・ガムス、マイケル・ウルバニアク、リッチー・コール、デイヴ・マシューズ・バンド、ザ・ストリング・チーズ・インシデント、フィル・レッシュ、Moe、アンフリーズ・マギーと共に演奏してきた。
彼は、クール・ジャズ・フェスティバル (1984年)、コンコード・ジャズ・フェスティバル (1985年)、モントルー・ジャズ・フェスティバル (1985年)などを含む、様々なジャズ・フェスティバルで演奏している。
2004年には、イタリアのバンドであるノヴェチェント (Novecento)との共演でアルバム『Dreams Of Peace』をリリースした。このアルバムは、ニコロッシ・プロダクション (Nicolosi Productions)というレーベルのリノ・ニコロッシとピノ・ニコロッシがプロデュースし、アメリカでは「Favored Nations」からリリースされた。マック・アヴェニュー・レコードからは、2008年に『ステイト・オブ・ネイチャー』を、2011年には『Friends』をリリースした。後者はNAACPイメージ・アワードにノミネートされた。彼は4度グラミー賞にノミネートされている。
ジョーダンは、Power Macintosh 6100、Power Macintosh 7100、Power Macintosh 8100 のスタートアップ音楽を製作した。

### 映画およびテレビ
ジョーダンは、映画『ブラインド・デート』(1987年)に端役として出演した。1995年には、短編映画『One Red Rose』に楽曲を提供。1996年には、ABC TVで午後の特番『Daddy's Girl』に楽曲を提供した。
また、1980年代の中頃より、『The Tonight Show with Johnny Carson』『The David Letterman Show』『The Grammy Awards』などの多数のテレビ番組にて演奏を行っている。

## 人物
スタンリー・ジョーダンは、短い結婚生活の間に一人娘で現在シンガーソングライターのジュリア・ジョーダンを儲けている。また、ジョーダンはアリゾナ州立大学に通い、音楽療法の修士号取得を目指している。

## ディスコグラフィ

### リーダー・アルバム
- Touch Sensitive (1982年、Tangent)
- Stanley Jordan (1984年、Blue Note) ※EP
- 『マジック・タッチ』 - Magic Touch (1985年、Blue Note)
- 『スーパー・スタンダーズ!』 - Standards, Vol. 1 (1986年、Blue Note)
- 『フライング・ホーム』 - Flying Home (1988年、EMI)
- 『枯葉』 - Cornucopia (1990年、Blue Note)
- 『虹の階段』 - Stolen Moments (1991年、Blue Note/Somethin' Else)
- 『ボレロ』 - Bolero (1994年、Arista)
- Live in New York (1998年、Blue Note)
- 『ステイト・オブ・ネイチャー』 - State of Nature (2008年、Mack Avenue)
- Friends (2011年、Mack Avenue)
- Duets (2015年、Mack Avenue) ※with ケヴィン・ユーバンクス[8]
- Precious Gems (2020年) ※with Phil Keaggy、Muriel Anderson

### 参加アルバム
- Various Artists : One Night With Blue Note (1985年)
- Various Artists : Total Happiness (Music from the Bill Cosby Show, Vol. 2) (1986年)
- スタンリー・クラーク : 『ハイダウェイ』 - Hideaway (1986年)
- アパルトヘイトに反対するアーティストたち (Artists United Against Apartheid) : 『サン・シティ』 - Sun City (1986年)
- ケニー・ロジャース : 『ハート・オブ・ザ・マター』 - Heart of the Matter (1986年) ※「Morning Desire」に参加
- Various Artists : Blind Date soundtrack (1987年)
- チャーネット・モフェット : 『愛の美学』 - The Beauty Within (1987年)
- チャーネット・モフェット : Net Man (1987年)
- リビー・ジャクソン : R U Tuff Enuff (1988年)
- ディオンヌ・ワーウィック : Sings Cole Porter (1990年)
- コーディ・モフェット : My Favorite Things (2002年)
- レイ・ベンソン : Beyond Time (2003年)
- ノヴェチェント : Dreams of Peace (2004年)
- ウィル・カルホーン : Native Lands (2005年)
- ジュリア・ジョーダン : Urban Legacy (2007年)
- チャーネット・モフェット : 『トレジャー』 - Treasure (2010年)
- シャロン・イスビン : Guitar Passions (2011年)
- チャーネット・モフェット : Music From Our Soul (2017年)

### 映像作品
- The Blue Note Concert (1991年)
- He Changed the Music: Live at the Brooklyn Academy of Music in New York (1991年) ※Les Paul & Friends名義
- 『パリ・コンサート』 - New Morning: The Paris Concert (2007年) ※スタンリー・ジョーダン・トリオ名義

## テレビ出演
- The Tonight Show Starring Jimmy Fallon
- The Tonight Show with Johnny Carson
- The Tonight Show with Jay Leno
- Late Night with David Letterman
- The Grammy Awards
- VH1 Video Music Awards
- The David Brenner Show
- The Dick Cavett Show
- The Merv Griffin Show
- The Arsenio Hall Show
- Regis and Kathy Lee
- Austin City Limits (1989年)
- NOVA program on computers and music (1986年)
- Stanley Jordan Live in Montreal, Bravo Network (1991年)

## 論文とプレゼンテーション
- "APL for Music," APL Quote Quad, 1989年
- "Musical Syntactic and Semantic Structures in APL," APL Quote Quad, 1990年
- "Foundations of Suitability of APL2 for Music," IBM Systems Journal, 1991年
- "Toward a Lexicon of Musical APL2 Phrases," APL Quote Quad, 1991年
- "Introduction to the Chromatic System for Guitar," Downbeat, 2009年7月
- "Listening to the Market-an Introduction to Technical and Fundamental Analysis by Sonification," keynote presentation, the Chicago Quantitative Alliance, 2009年
- "An Introduction to Neuro-Linguistic Programming for Music Therapists," self-published, 2000年-2002年